# Bottleneck Peak

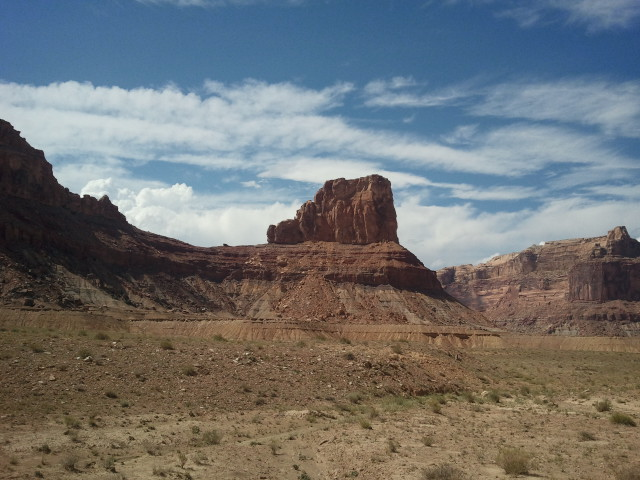
Il Bottleneck Peak.

Il Bottleneck Peak (in lingua inglese: Picco collo di bottiglia) è un monolito naturale situato nella parte nordorientale della Sids Mountain, all'interno dell'area naturale San Rafael Swell, nello Stato dell'Utah, negli Stati Uniti d'America. Si innalza fino a 1947 m di altezza.
L'area naturale San Rafael Swell è caratterizzata dalla presenza di numerose colline e altopiani. Si sta sviluppando un movimento di attivisti favorevoli alla protezione di questa riserva.

## Clima
Il clima è secco. La temperatura media annua è di 14 °C. Il mese più caldo è luglio con 32 °C, il più freddo è gennaio con −5 °C.
Le precipitazioni medie sono di 243 mm al giorno. Il mese più piovoso è settembre con 51 mm di pioggia, mentre il mese più secco è giugno con soli 2 mm di pioggia.